# التستال
التستال (به آلمانی: Elztal) یک شهر در آلمان است که در نکار-ادنوالد واقع شده‌است.